# Osmanius persicus
Osmanius persicus är en skalbaggsart som beskrevs av Branco och Baraud 1988. Osmanius persicus ingår i släktet Osmanius och familjen Aphodiidae. Inga underarter finns listade i Catalogue of Life.